# Партия за любовь к ближнему, свободу и многообразие

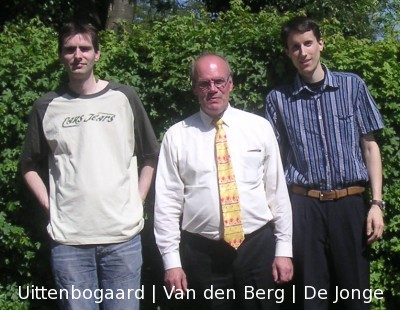
Основатели партии Уттенбогаард, Ван ден Берг и Де Йонге.

Партия за любовь к ближнему, свободу и многообразие (нидерл. Partij voor Naastenliefde, Vrijheid en Diversiteit, PNVD) (в русскоязычных источниках встречается также название Партия «Милосердие, свобода и разнообразие») — политический кружок из трёх человек в Нидерландах, созданный в мае 2006 года. Организаторы группы безуспешно пытались официально зарегистрировать её в качестве политической партии (которую пресса уже назвала «Партией педофилов»).

## Цели группы
Цель PNVD заключалась в борьбе за снижение возраста согласия с 16 до 12 лет (а затем полной его отмены), а также за легализацию секса с животными и детской порнографии, открытого обсуждения темы педофилии, легализацию тяжёлых наркотиков и разрешение появляться обнажённым в общественных местах. Интернет-сайт PNVD был зарегистрирован в голландской доменной зоне ещё в 2004 году. С тех пор на нём разрабатывался устав и основные задачи.
Лидерами и основателями PNVD являлись 62-летний Эд Ван ден Берг (нидерл. Ad van den Berg), Мартин Уттенбогаард (нидерл. Marthijn Uittenbogaard) и Норберт де Йонге. В 1987 году Ван ден Берг был оштрафован и приговорён к условному сроку за приставания к 11-летнему мальчику.

## Попытка официальной регистрации партии
Однако, члены PNVD встретили резкое осуждение со стороны голландского общества и политиков. В опросе общественного мнения, проведённом в мае 2006, лишь менее четверти населения страны выступили против запрета на участие в выборах для этой партии, так как это будет нарушать принцип свободы слова. В то же время 82 % жителей страны в интернет-опросе газеты Brabants Dagblad ответили, что «партию педофилов» нужно запретить.
Партия не принимала участия в каких-либо выборах. Единственная попытка участвовать в выборах в парламент Нидерландов в ноябре 2006 года провалилась, так как партия не набрала нужных 570 подписей (по 30 в каждом из 19 избирательных округов Нидерландов), необходимых для её регистрации в избирательном списке.

## Попытка запрета организации
В первый же год основания организации её попытались запретить, однако Гаагский суд отклонил иск со ссылкой на то, что каждый гражданин страны может создать любую партию, а голосовать за неё или нет — решают избиратели. Иск был подан фондом Soelaas, занимающимся проблемой педофилии.
Согласно постановлению суда, свобода выражения мнений, свобода мирных собраний, включая свободу создавать какую угодно политическую партию, являются основами демократического общества. «Эти свободы дают гражданам возможность, например, использовать политическую партию для обращения к правительству с целью изменения конституции, закона или политики», — говорится в постановлении судьи. По причине того, что организация PNVD не совершала никаких преступлений, а всего лишь призывала к изменению законодательства, она не может быть запрещена лишь на основании своей непривлекательности для избирателей.

## Самоликвидация
14 марта 2010 партия заявила о своей самоликвидации в связи с тем, что активисты движения так и не смогли собрать необходимых 570 подписей.